# Anel primo
Em álgebra abstrata, um anel não trivial R é um anel primo  se para dois elementos quaisquer a e b de R, tais que arb = 0 para todo o r in R, resulta que a = 0 ou b = 0.

## Propriedades
- Um anel comutativo é primo se, e somente se, é um domínio de integridade.
- O anel de matrizes sobre um anel primo é primo.
- Um anel é primo se, e somente se, seu ideal zero é um ideal primo.

## Exemplos
- Todo o domínio é um anel primo.
- Todo anel simples é um anel primo, e de forma mais geral, todo anel primitivo à esquerda ou à direita é um anel primo.
- Os anéis de matrizes sobre um domínio de integridade são anéis primos. Em particular, o anel de 2 x 2 matrizes de integridade.